# Centre Bophana

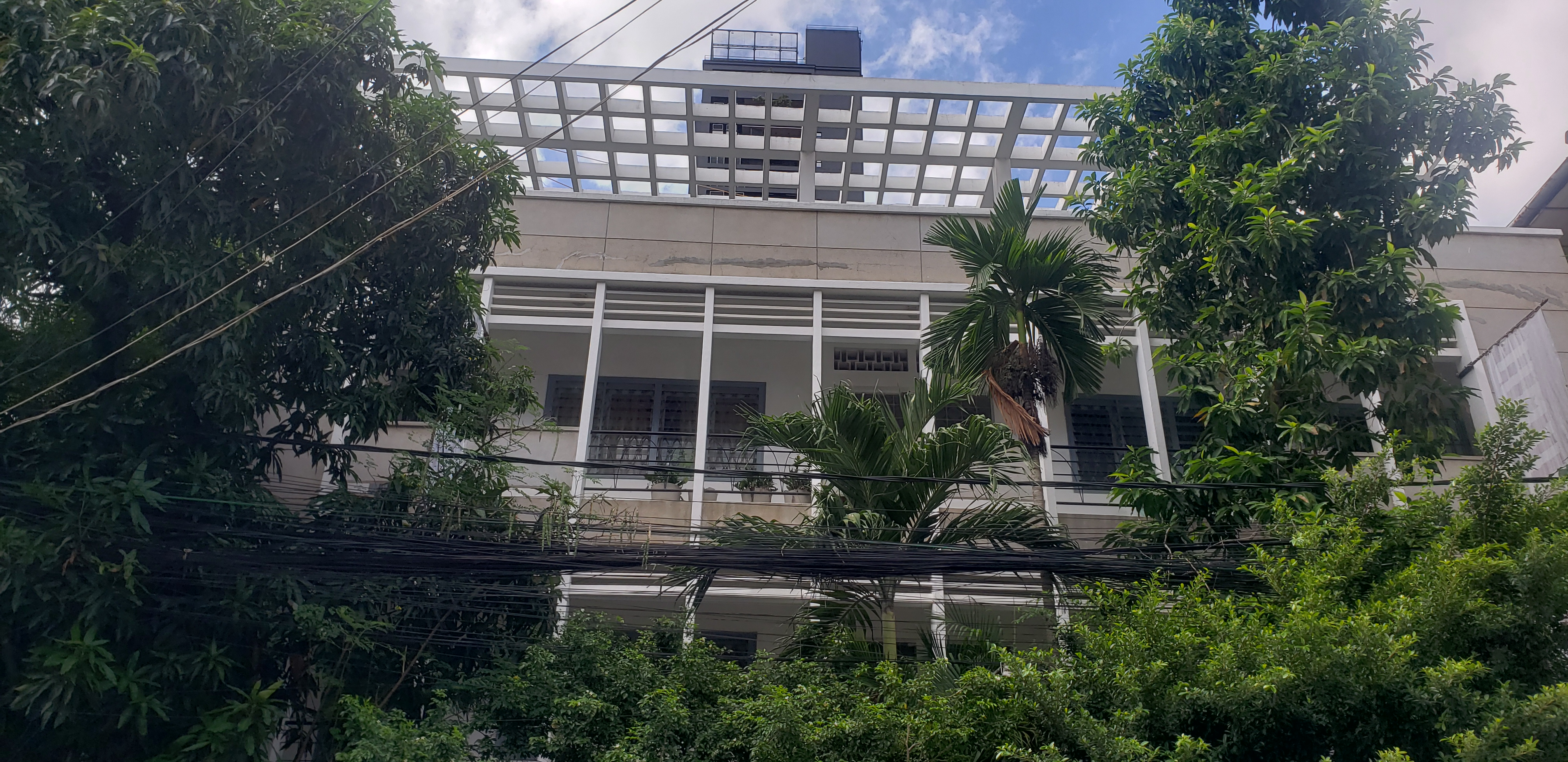
Vue du Centre Bophana.

Le Centre Bophana est un centre audiovisuel situé à Phnom Penh, au Cambodge. Il est consacré à la restitution, la protection et la mise en valeur du patrimoine audiovisuel cambodgien.
Le Centre Bophana a été co-fondé fin 2006 par Ieu Pannakar et Rithy Panh, cinéaste franco-cambodgien. Plusieurs fois primé pour son œuvre,, Rithy Panh a notamment reçu le prix “Un Certain Regard” en 2013 au Festival de Cannes pour L’Image manquante.
Le Centre Bophana est membre officiel de la Fédération Internationale des Archives de Télévision (FIAT) et de la Fédération Internationale des Archives de Films (FIAF).

## Les origines et la mission du centre
Rescapé des camps de travail des Khmers rouges, Rithy Panh rejoint la France en 1980. Après une période de rejet de ces années passées au Cambodge puis dans les camps de refugiés en Thaïlande, il abandonne ses études de menuiserie et décide de se consacrer au devoir de mémoire à travers le cinéma. Il sort diplômé de l’IDHEC en 1988.
À la tête du Cambodge de 1975 à 1979, les Khmers rouges ont pratiqué une élimination quasi systématique des productions culturelles cambodgiennes. Rithy Panh et Leu Pannakar, ancien directeur du Centre du cinéma cambodgien, imaginent donc dans les années 1990 la création d’un centre destiné à la restauration du patrimoine audiovisuel cambodgien.
C’est au cours des années 2000 que le centre Bophana prend forme avec le soutien de l’Institut national de l’audiovisuel (INA). Il est inauguré le 4 décembre 2006 à Phnom Penh.
Depuis son inauguration, le Centre Bophana remplit trois missions : archivage, création et formation. Il se propose de contribuer au devoir de mémoire associé à la dictature khmère rouge en recueillant des archives (audiovisuelles et écrites), en organisant des événements culturels (projections, expositions et conférences) et en formant la jeunesse cambodgienne à la réalisation cinématographique.

« [La] mission [du Centre Bophana] est de rendre la mémoire patrimoniale aux Cambodgiens. Car la perte de mémoire est une atteinte à l'Histoire et contribue à un déficit de démocratie. »

— Rithy Panh
Le Centre Bophana tire son nom d’une jeune femme cambodgienne, emprisonnée dans le camp de détention S21. Pendant la dictature, Bophana écrit en secret des lettres d’amour à son mari. Un acte de
résistance qui lui vaut d’être torturée pendant plusieurs mois, puis exécutée en 1977, à l'âge de 25 ans,. Le film Bophana, une tragédie cambodgienne, réalisé par Rithy Panh en 1996, raconte l’histoire de la jeune femme.

## Architecture
Le Centre Bophana est situé dans la “Maison Blanche”, un bâtiment datant des années 1960, dont le style rappelle Le Corbusier et Vann Mo-Lyvann. Préservé du régime khmer, puis des phases d’urbanisation successives de la ville, il a été restauré en 2006 dans le respect de son architecture d’origine avec l’aide du Ministère de la Culture et des Beaux-Arts du Cambodge.

## Les activités du centre

### Archives

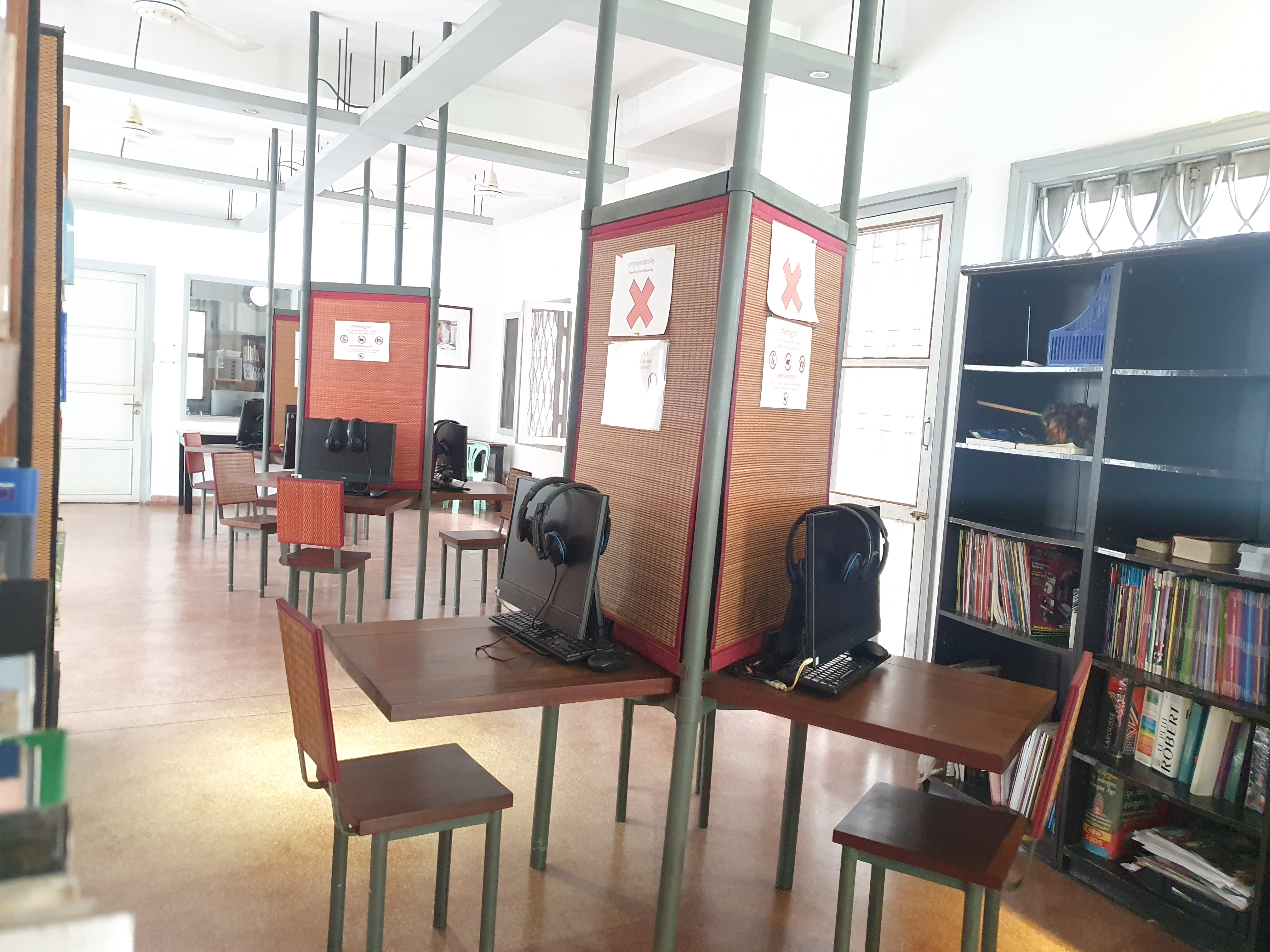
L' Espace de consultation des archives.

Le Centre Bophana collecte tous types d’archives (fictions récentes de réalisateurs cambodgiens, premiers films des frères Lumière, reportages d’ONG, films du roi Norodom Sihanouk). Les archives proviennent de France, du Cambodge, des États-Unis. Plus de 2000 titres, soit 700 heures d’archives vidéo, 210 heures d'archives audio et 10 000 d’archives photos sont référencées en khmer, français et anglais et accessibles au public gratuitement sur la plateforme numérique « Hanuman Database ». À ce jour, plus de 240 000 personnes ont consulté les archives du Centre Bophana.

### Projections

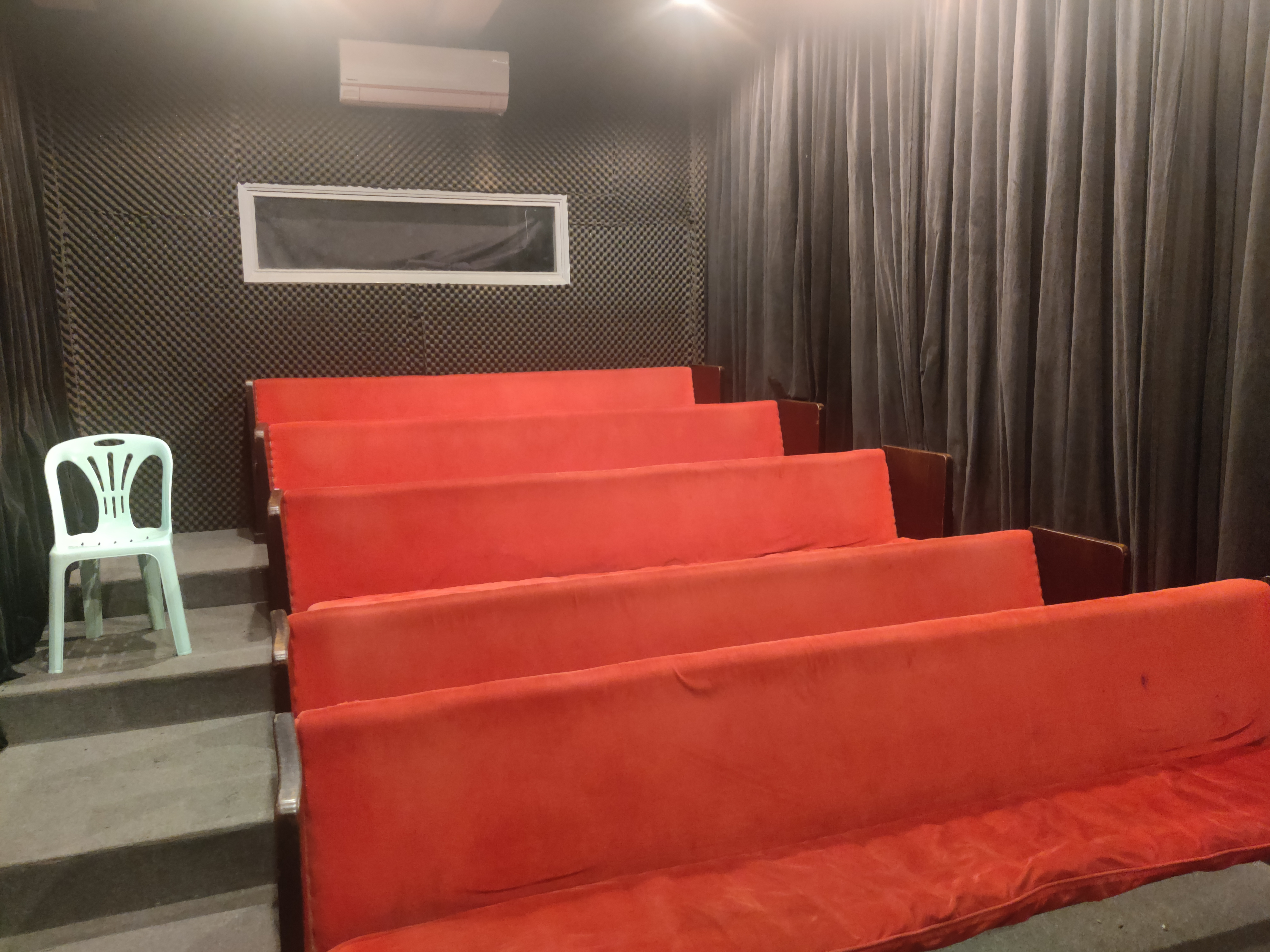
Le Cinéma.

Chaque semaine, le Centre Bophana organise des projections, gratuites visant à faire découvrir des classiques et des films indépendants cambodgiens ou étrangers.
Le Centre Bophana a également mis en place un Ciné Club gratuit à destination des Cambodgiens, notamment du jeune public.   

### Expositions
Le Centre Bophana expose régulièrement des artistes cambodgiens et étrangers dont le travail vise à représenter les diverses facettes du Cambodge.

### Conférences
Le Centre Bophana organise des conférences sur l’histoire, la culture, l’architecture et les traditions cambodgiennes.

### École de cinéma
Le Centre Bophana dispose d’une régie de production cinématographique qui forme de jeunes cambodgiens aux métiers de réalisateur et de technicien. Encadrés par Rithy Panh et l’équipe du Centre Bophana Productions, ils sont supervisés par des intervenants cambodgiens et étrangers.

### Médiathèque du centre Bophana

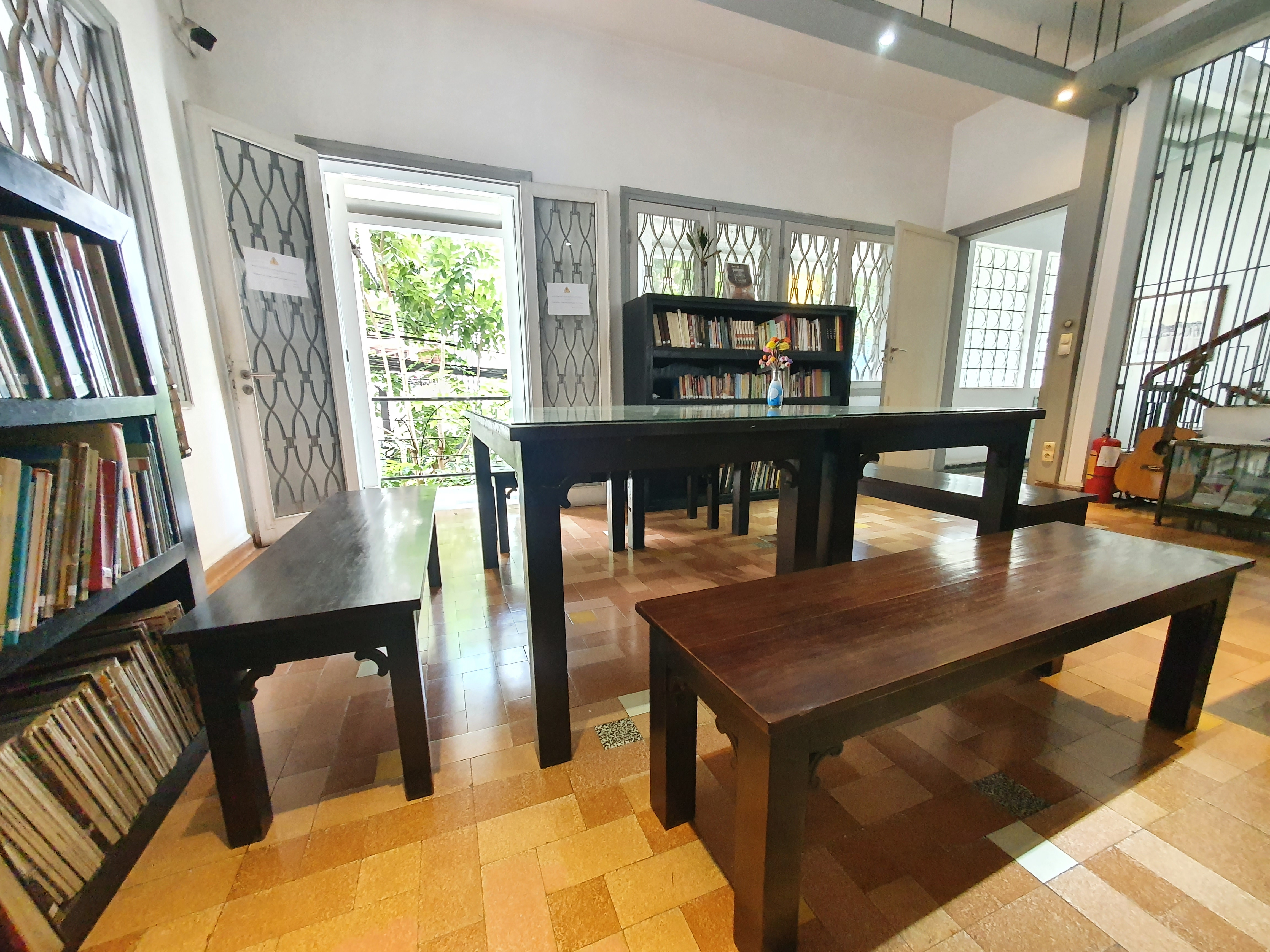
Médiathéque du Centre Bophana

La Médiathèque accueille public de nombres livre et audiovisuel. 

## Les projets du Centre Bophana

### One dollar project
Depuis 2014, One Dollar Project recueille des courts-métrages réalisés par des cinéastes originaires de pays émergents dans le but de filmer le quotidien de personnes vivant dans la pauvreté,.

### Projections itinérantes
Depuis 2008, le Centre Bophana organise des projections itinérantes dans la province cambodgienne. Plus de 23 000 personnes y ont assisté en 2013.

### CIFF
Depuis 2008, le Centre Bophana et la Commission du film du Cambodge organisent le CIFF (Cambodia International Film Festival). Le CIFF projette gratuitement et récompense des œuvres cinématographiques produites au Cambodge.

## Services
Le Centre Bophana compte aussi :
- un département de production et d’édition vidéo[24],
- une bibliothèque,
- un café.

## Galerie

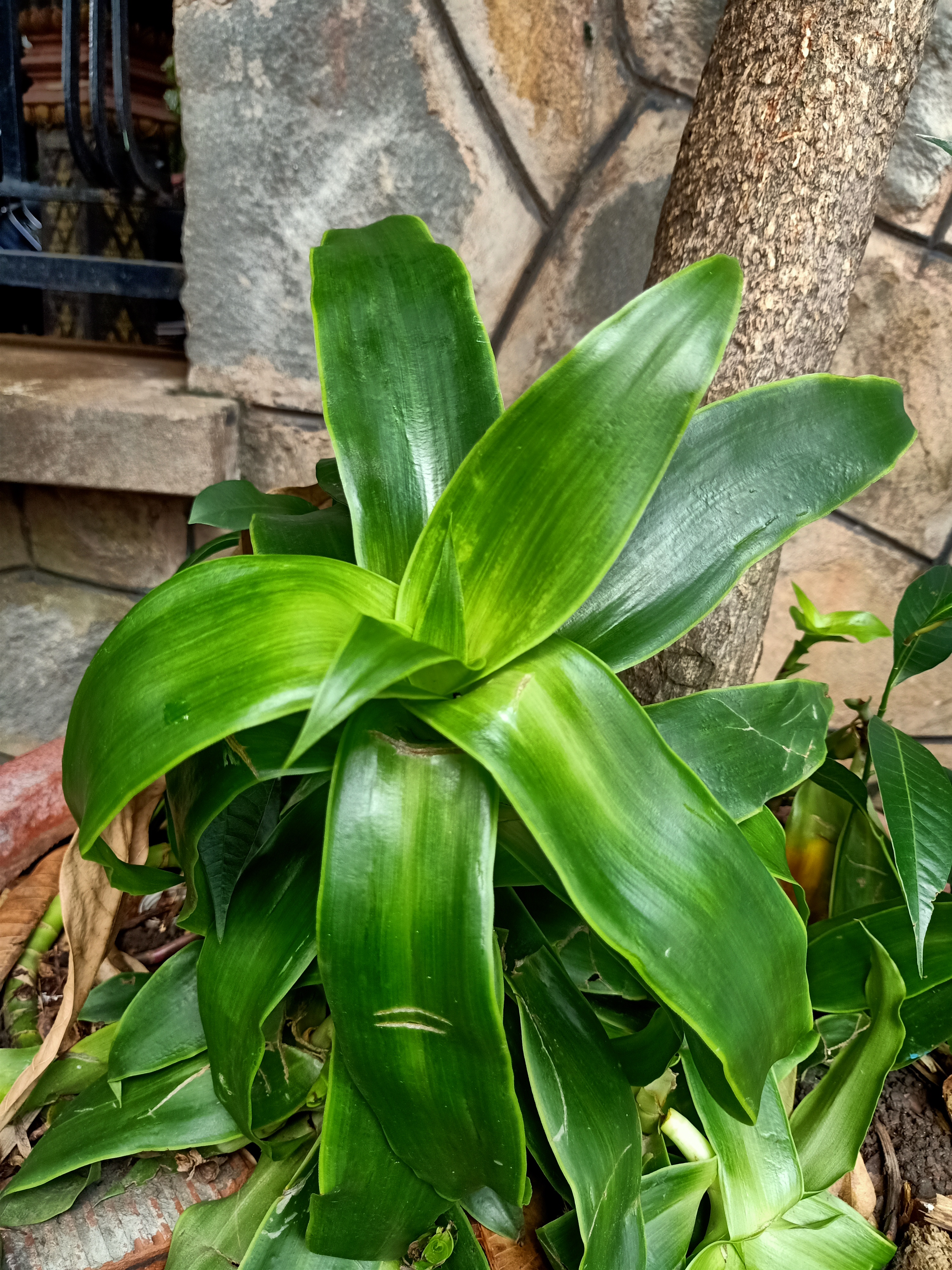
Plantes au Cambodge.

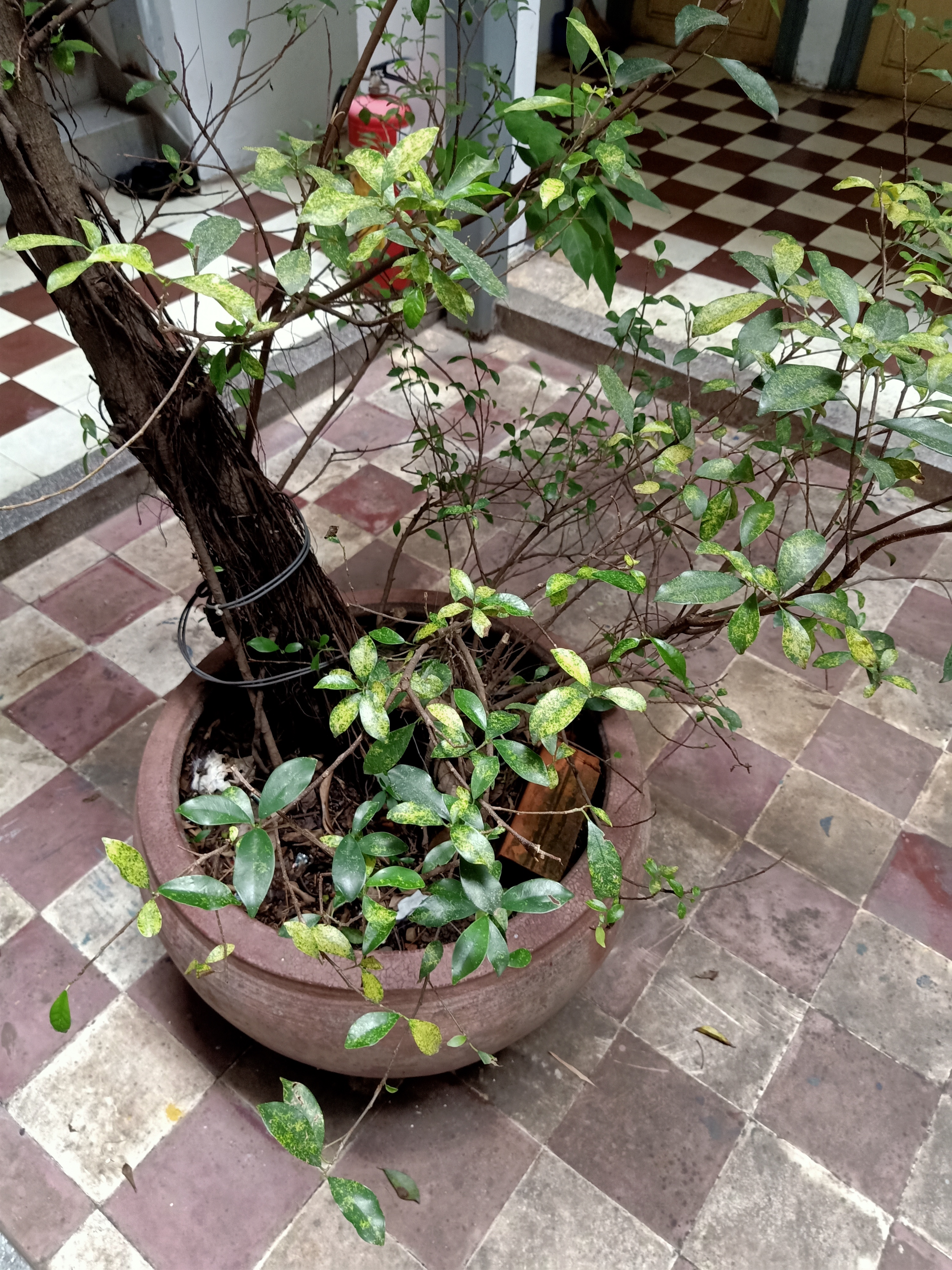
Plantes au Cambodge.

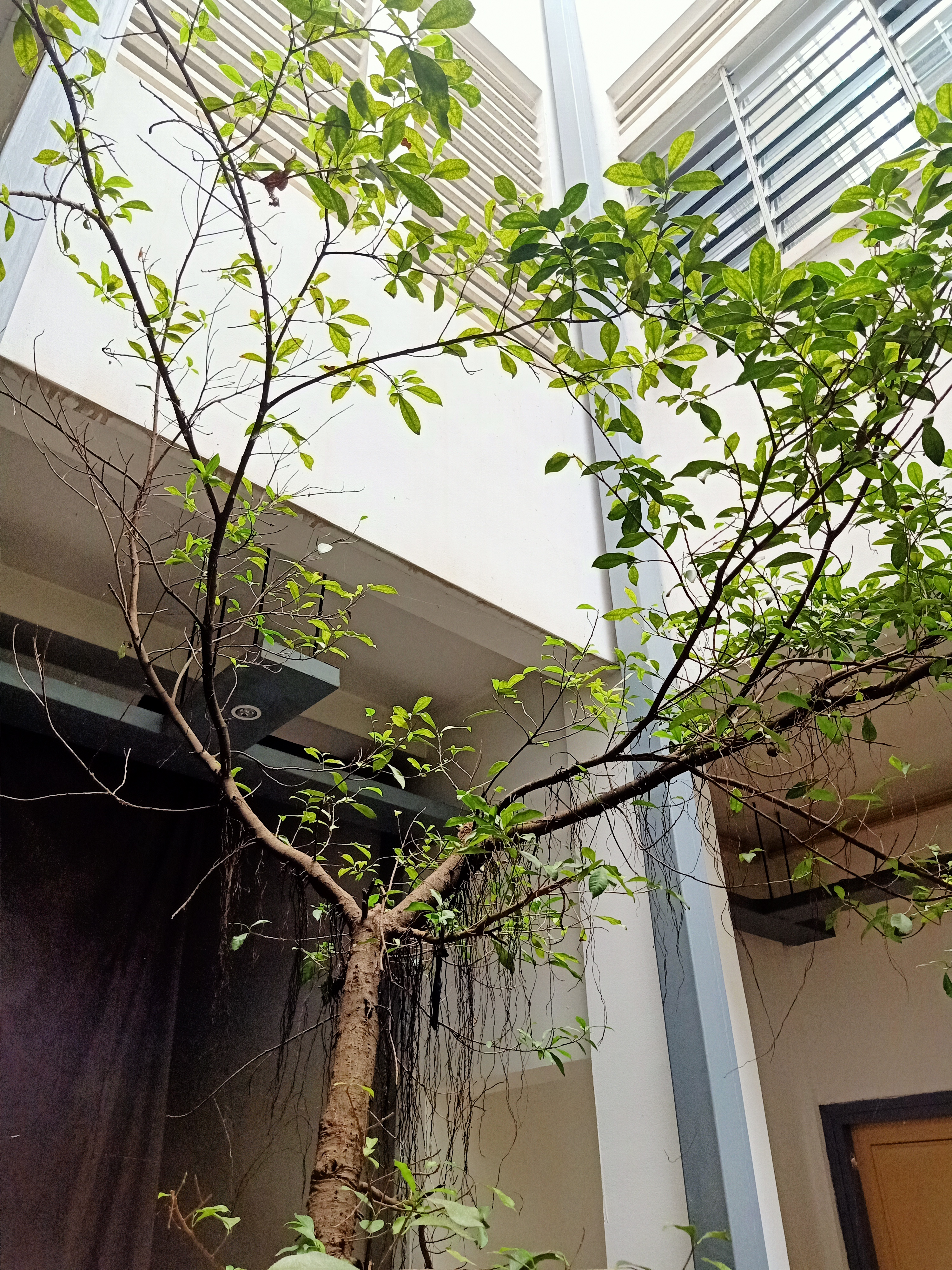
Plantes au Cambodge.

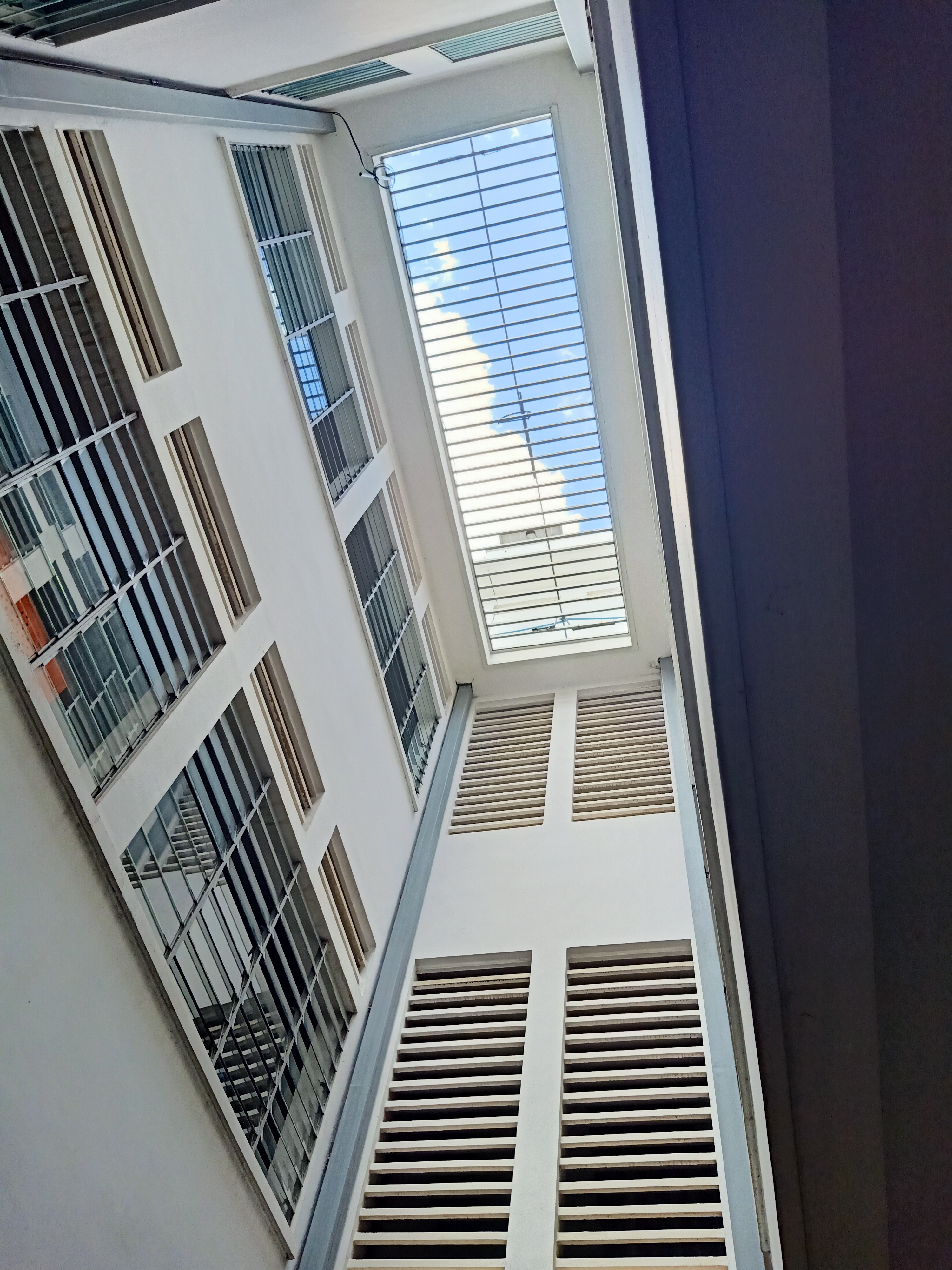
Bâtiment du centre Bophana